# Upper Denkyira East
Upper Denkyira East är ett distrikt i Ghana.   Det ligger i regionen Centralregionen, i den södra delen av landet, 180 km väster om huvudstaden Accra.